# Lacroix-Saint-Ouen
La Croix Saint Ouen é uma comuna francesa na região administrativa de Altos da França, no departamento de Oise. Estende-se por uma área de 20,83 km². Em 2010 a comuna tinha 5 057 habitantes (densidade: 242,8 hab./km²).